# Mauro Gianneschi
Mauro Gianneschi (Ponte Buggianese, Toscana, 3 de agosto de 1931 - Altopascio, 21 de enero de 2016) fue un ciclista italiano, que fue profesional entre 1954 y 1959.
En su palmarés destaca la victoria en una etapa del Giro de Italia de 1954.

## Palmarés
- 1951
  - 1.º en el Gran Premio Ciutat de Camaiore
- 1953
  - 1.º en la Coppa 29 Martirio de Figline de Prato
  - 1.º en el Gran Premio de Ginebra
  - 1.º en la Coppa Giulio Burci
- 1954
  - Vencedor de una etapa al Giro de Italia

### Resultados al Giro de Italia
- 1954. 43.º de la clasificación general. Vencedor de una etapa
- 1955. 65.º de la clasificación general

### Resultados en la Vuelta a España
- 1956. 38.º de la clasificación general